# Manlav
Manlav (Bryoria fuscescens) är en lavart som först beskrevs av Vilmos Kőfaragó-Gyelnik, och fick sitt nu gällande namn av Brodo & D. Hawksw.. Manlav ingår i släktet Bryoria,  och familjen Parmeliaceae.  Arten är reproducerande i Sverige. Inga underarter finns listade.

## Källor

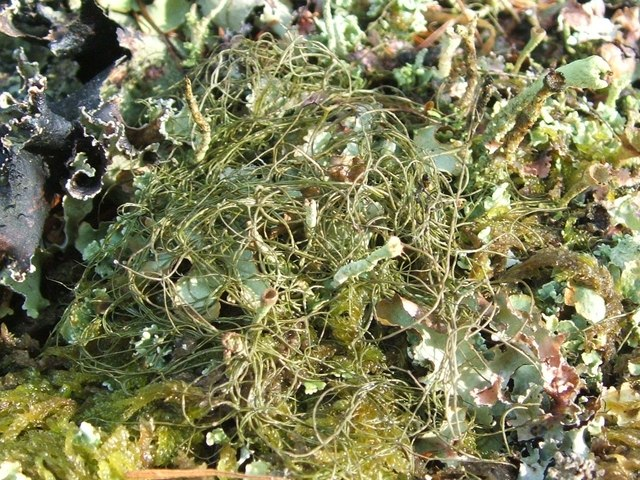
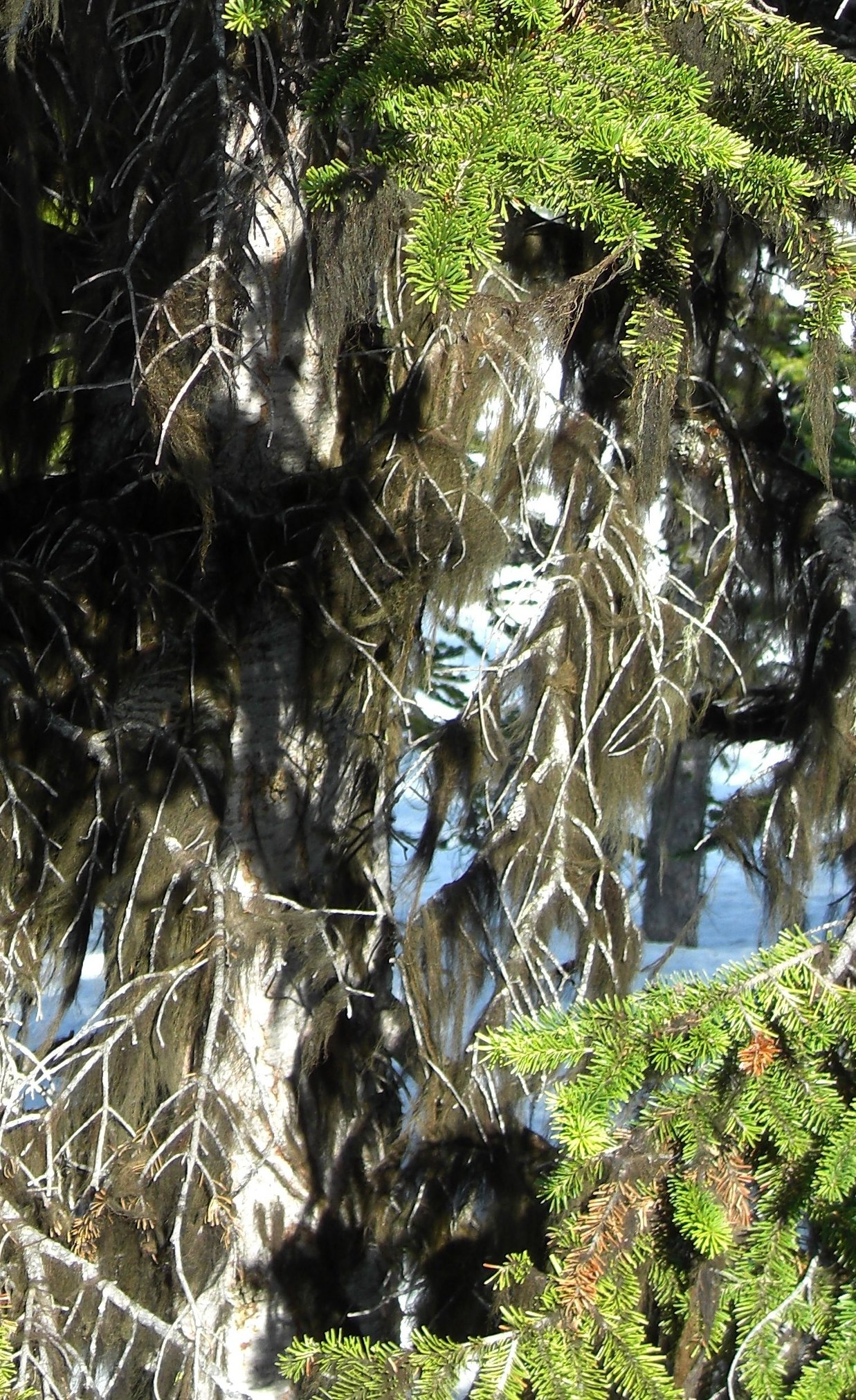
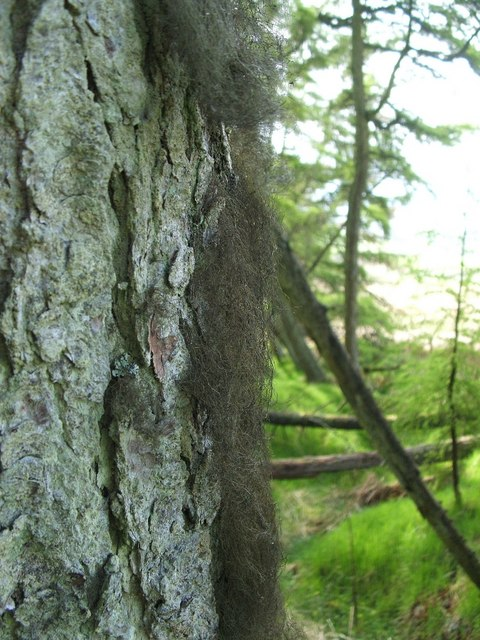